# Battling Marshal
Battling Marshal è un film del 1950 diretto da Oliver Drake.
È un western statunitense con Sunset Carson, Al Terry, Pat Starling e Lee Roberts.

## Produzione
Il film, diretto da Oliver Drake su una sceneggiatura di Rose Kreves, fu prodotto da Walt Maddox per la Yucca Pictures e girato nell'Oliver Drake Ranch a Pearblossom, California.

## Distribuzione
Il film fu distribuito negli Stati Uniti dal 15 gennaio 1950 al cinema dalla Astor Pictures Corporation. Fu poi distribuito con lo states rights system in altri stati statunitensi dalla Independent Film Corporation e dalla Economy Film Service. Il film fu distribuito anche in Canada, nel Regno Unito e dalla Transoceanic Film Export Company nell'America Latina.

## Promozione
La tagline è: TERROR RIDES THE PLAINS...as Ruthless Killers Strike by Night! .